# Nemophora parvella
Nemophora parvella is een vlinder uit de familie van de langsprietmotten (Adelidae). De wetenschappelijke naam van de soort is voor het eerst geldig gepubliceerd door Walker in 1863.
De soort komt voor in tropisch Afrika.